# Liste der slowakischen Abgeordneten zum EU-Parlament (2014–2019)
Die Liste der slowakischen Abgeordneten zum EU-Parlament (2014–2019) listet alle slowakischen Mitglieder des 8. Europäischen Parlaments nach der Europawahl in der Slowakei 2014 auf.

## Mandatsstärke der Parteien
- S&D: 4
- EVP: 6
- EKR: 3

| Nationale Partei                                               | Mandate       | Mandate             | Fraktion |
| Nationale Partei                                               | nach der Wahl | Ende der Legislatur | Fraktion |
| -------------------------------------------------------------- | ------------- | ------------------- | -------- |
| Smer – sociálna demokracia                                     | 4             | 4                   | S&D      |
| Kresťanskodemokratické hnutie                                  | 2             | 3                   | EVP      |
| Slovenská demokratická a kresťanská únia – Demokratická strana | 2             | –                   | EVP      |
| Magyar Közösség Pártja                                         | 1             | 1                   | EVP      |
| Most–Híd                                                       | 1             | 1                   | EVP      |
| Unabhängige                                                    | –             | 1                   | EVP      |
| Obyčajní ľudia a nezávislé osobnosti                           | 1             | 1                   | EKR      |
| Nová väčšina                                                   | 1             | 1                   | EKR      |
| Sloboda a Solidarita                                           | –             | 1                   | EKR      |
| Sloboda a Solidarita                                           | 1             | –                   | ALDE     |
| SUMME                                                          | 13            | 13                  |          |

## Abgeordnete
| Bild | Name                    | geb. | MEP seit      | Partei     | Fraktion | Kommentar |
| ---- | ----------------------- | ---- | ------------- | ---------- | -------- | --- |
|      | Pál Csáky               | 1956 | 1. Juli 2014  | MKP        | EVP      | |
|      | Monika Flašíková-Beňová | 1968 | 20. Juli 2004 | Smer       | S&D      | |
|      | Eduard Kukan            | 1939 | 14. Juli 2009 | Unabhängig | EVP      | gewählt für Slovenská demokratická a kresťanská únia – Demokratická strana und Parteiaustritt am 14. November 2016                                                                     |
|      | Vladimír Maňka          | 1959 | 20. Juli 2004 | Smer       | S&D      | |
|      | Miroslav Mikolášik      | 1952 | 20. Juli 2004 | KDH        | EVP      | |
|      | József Nagy             | 1968 | 1. Juli 2014  | Most–Híd   | EVP      | |
|      | Monika Smolková         | 1956 | 14. Juli 2009 | Smer       | S&D      | |
|      | Richard Sulík           | 1968 | 1. Juli 2014  | SaS        | EKR      | Fraktionswechsel von ALDE zu EKR am 8. Oktober 2014 |
|      | Branislav Škripek       | 1970 | 1. Juli 2014  | OĽaNO      | EKR      | |
|      | Ivan Štefanec           | 1961 | 1. Juli 2014  | KDH        | EVP      | gewählt für Slovenská demokratická a kresťanská únia – Demokratická strana, Parteiaustritt am 24. Februar 2015 und Parteieintritt in die Kresťanskodemokratické hnutie am 7. Juli 2015 |
|      | Anna Záborská           | 1948 | 20. Juli 2004 | KDH        | EVP      | |
|      | Boris Zala              | 1954 | 14. Juli 2009 | Smer       | S&D      | |
|      | Jana Žitňanská          | 1974 | 1. Juli 2014  | NOVA       | EKR      | |